# 聖喬治教堂 (訥德林根)

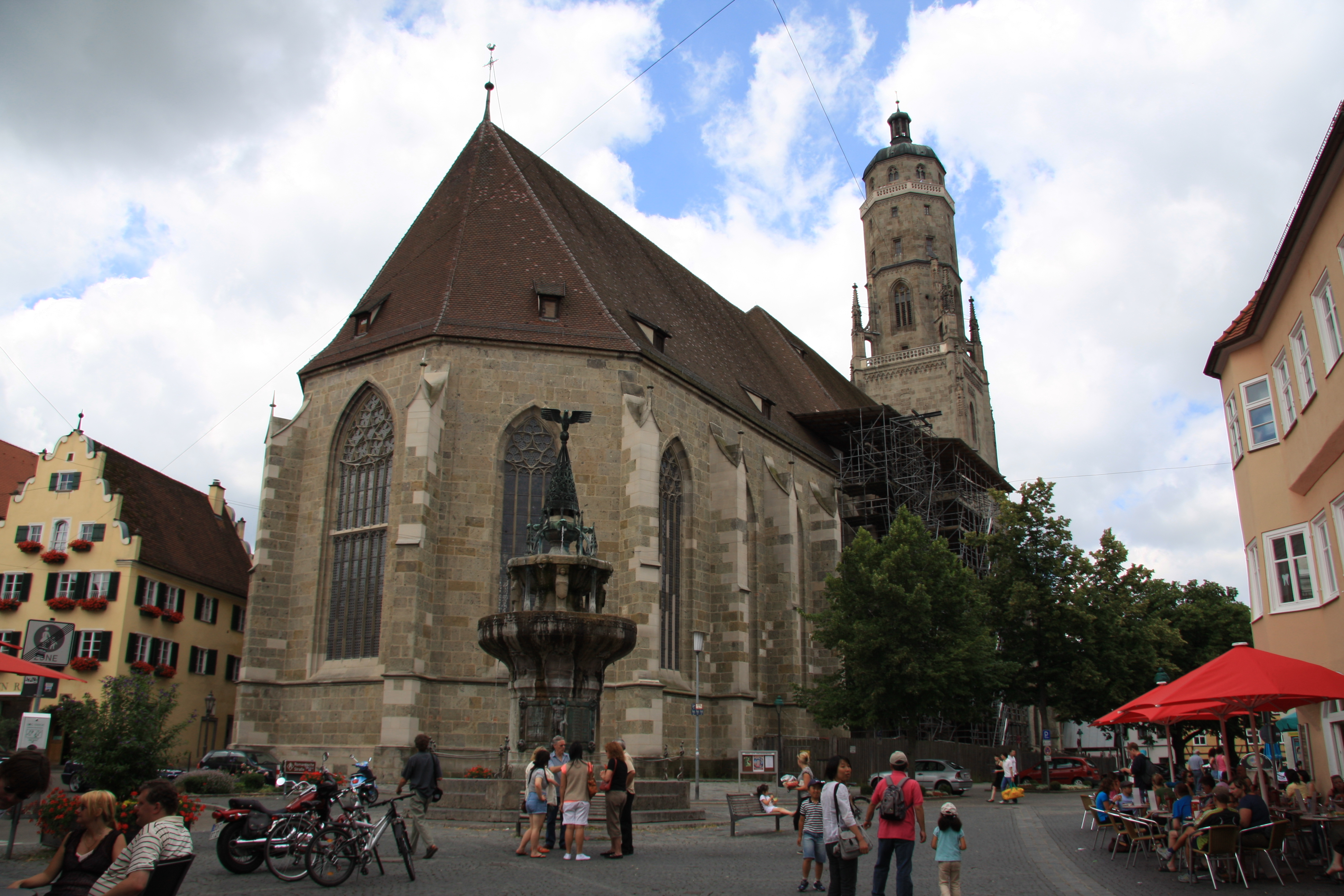
聖喬治教堂

聖喬治教堂（德語：St. Georg）是位於德國城市訥德林根的一座教堂，修建於1427年至1505年，是一座後期哥特式建築。聖喬治教堂是訥德林根的標誌性建築。

## 外部連結
- Geschichte der Stargarder Kirchenglocke （页面存档备份，存于） von St. Georg

48°51′03″N 10°29′19″E / 48.8507°N 10.4886°E